# Weston (Sabah)
Pour les articles homonymes, voir Weston.
Weston est une ville de l'État de Sabah en Malaisie.